# Navarcles
Navarclés est une commune de la province de Barcelone, en Catalogne, en Espagne, de la comarque de Bages